# Rio Arini
O Rio Arini é um rio da Romênia afluente do rio Drăgoteni, localizado no distrito de Bihor.